# Lotta Hedström
Lotta Hedström (* 15. Oktober 1955 in Stockholm) ist eine schwedische Politikerin der Miljöpartiet de Gröna.

## Leben
Hedström studierte Pädagogik und war nach ihrem Studium als Lehrerin tätig. Von 1999 bis 2002 war Hedström Parteisprecherin der Miljöpartiet de Gröna. Hedström war von 2002 bis 2006 Abgeordnete im schwedischen Reichstag. Ab Juli 2012 vertritt sie den Abgeordneten Gustav Fridolin als Nachrückerin.